# Kultura i Społeczeństwo
Kultura i Społeczeństwo – kwartalnik naukowy wydawany przez Polską Akademię Nauk nieprzerwanie od 1957 roku. Obecnie współwydawcami są Komitet Socjologii PAN oraz Instytut Studiów Politycznych PAN. Czasopismo zapisało się w historii nauk społecznych w Polsce w dużej mierze za sprawą jego redaktorów naczelnych, przede wszystkim Józefa Chałasińskiego (1957–1959 i 1967–1989), Stefana Żółkiewskiego (1960–1966), Antoniny Kłoskowskiej (1983–2001) oraz Elżbiety Tarkowskiej (2001–2016). Obecny zespół kontynuuje multidyscyplinarny profil tematyczny pisma. Kwartalnik publikuje teoretyczne i empiryczne teksty z zakresu socjologii, antropologii, myśli społecznej, nauk o kulturze. 
Czasopismo ukazuje się w wersji drukowanej, jest także w wolnym dostępie w wersji elektronicznej.

## Redaktorzy naczelni
- Józef Chałasiński (1957‐1959 i 1967‐1979)
- Stefan Żółkiewski (1960‐1966)
- Antonina Kłoskowska (1983‐2001)
- Elżbieta Tarkowska (2001‐2016)
- Piotr Tadeusz Kwiatkowski (2016-)[2]